# Hortus (jardin)
Pour les articles homonymes, voir Hortus (homonymie).
 (mars 2020).
Si vous disposez d'ouvrages ou d'articles de référence ou si vous connaissez des sites web de qualité traitant du thème abordé ici, merci de compléter l'article en donnant les références utiles à sa vérifiabilité et en les liant à la section « Notes et références ».
Hortus, jardin d'inspiration romaine du musée départemental Arles antique est situé à proximité immédiate des vestiges du cirque romain d'Arelate (Arles). Son nom vient du latin « hortus » signifiant « jardin ».
Ce jardin est à la jonction des quartiers arlésiens de la Roquette, du Quai des Platanes, et de Barriol.

## Historique
L'histoire de ce jardin est liée celle du musée départemental Arles antique, qui est à l'initiative de sa création.

## Configuration
Ce jardin est un miroir du cirque romain.

## En savoir plus